# Tania Mihailova-Saar
Tatiana Mihailova-Saar (în rusă Татьяна Михайлова; n. 19 iunie 1983, Kaliningrad, RSFS Rusă, URSS), mai cunoscută ca Tania, Tanja sau Tania Mihhailova, este o cântăreață și actriță pop ruso-estonă. S-a născut în Kaliningrad, Rusia și a trăit în Estonia de la o vârstă foarte fragedă. Tania a fost membră a mai multor trupe în cariera sa profesională și a cântat în mai multe muzicaluri pe scena teatrului. Ea a reprezentat Estonia la Concursul Muzical Eurovision 2014 cu piesa „Amazing” și a terminat pe locul 12 în semifinală, nereușind să se califice în finală.

## Carieră muzicală
Tanja a început să cânte de la o vârstă foarte fragedă, participând la numeroase concursuri și festivaluri de cântece în Estonia, Rusia și Ucraina. În 1998 a câștigat concursul „Utrennaja zvezda” la Jurmala, Letonia, iar în 2002 a participat la concursul de canto baltic „Fizz superstar 2002”.

### Nightlight Duo
Cu producătorul estonian Sven Lõhmus⁠(d) și împreună cu cântăreața estonă Ly Lumiste, Tanja a format trupa techno Nightlight Duo⁠(d) în 2001. Trupa a lansat două albume, Jäljed liival („Urme în nisip”) și Miks ma ei suuda su maailma muuta („De ce nu pot să-ți schimb lumea”). Ultimul album a câștigat premiul pentru cel mai bun album al anului, „Aasta uustulnuk 2002”.
Nightlight Duo a concurat de două ori la Eurolaul, concursul de selecție al Estoniei pentru Concursul Muzical Eurovision. În 2002, piesa lor Another Country Song s-a clasat pe locul doi la Eurolaul și un an mai târziu piesa lor I can b the 1 a ajuns pe locul patru. Ambele melodii au fost produse și scrise de Sven Lõhmus.
Trupa s-a desființat în 2004 din cauza sarcinii lui Lumiste, iar Tanja și-a continuat cariera muzicală.

### Jz Belle
Cu producătorul și compozitorul Timo Vendt, Tanja a creat trupa Jz Belle în 2004. Primul lor album „Jz Belle” a fost lansat în 2004. Cel de-al doilea album „Teemant” a fost lansat în 2006 și trei single-uri radio au fost lansate din acest album.

### Alte trupe și spectacole
După ce a terminat cu proiectul Jz Belle, Tanja a cântat și în trupa Sunday Mood alături de Timo Vendt și chitaristul canadian Alex Pier Federici, alături de care au lansat un album în limba engleză intitulat Something More în 2009, cu mare succes în țările baltice.
În această perioadă Tanja a jucat în piesa de teatru „Regina – Ușile timpului” de la Teatrul Vanemuine din Tartu, alături de artistul de la Broadway Tony Vincent⁠(d) și cântărețul eston Rolf Roosalu⁠(d).
Ea a mai participat la câteva concursuri de televiziune din Estonia (TV3), precum „Laulud tähtedega” (versiunea estonă a Just the Two of Us) în 2010/11, obținând locul doi, după  Artur Talvik⁠(d) și Lenna Kuurmaa⁠(d); și la „Laulupealinn” în noiembrie 2011, obținând de asemenea locul doi.
În 2013, Tanja a ocupat locul al treilea în emisiunea TV „Su nägu kõlab tuttavalt” (Chipul tău îmi pare cunoscut).

### Gemini
În 2012, ea a lansat al șaselea album solo, Gemini. Trei single-uri au fost lansate de pe album: „Supernatural”, „Sind ootan ikka veel” (feat. Mikk Saar) și „All In My Head”.

### Concursul Muzical Eurovision 2014

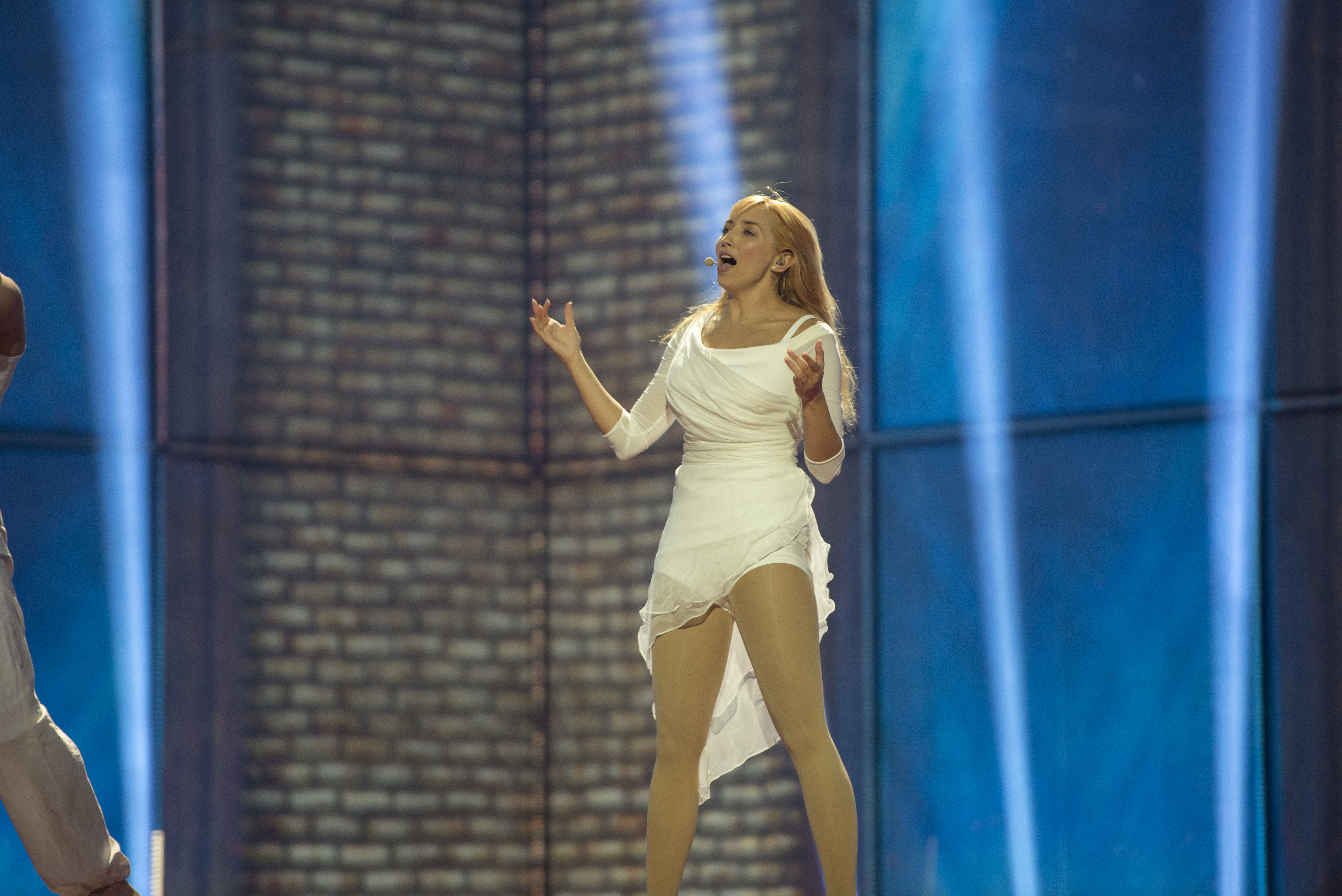
Tania Mihailova-Saar la Concursul Muzical Eurovision 2014 din Copenhaga, Danemarca

Tanja a concurat în finala națională a Estoniei, Eesti Laul 2014⁠(d), pentru șansa de a concura la Concursul Muzical Eurovision 2014 de la Copenhaga, Danemarca. Ea a câștigat finala națională cu melodia ei, „Amazing”, cu 53 la sută din voturi. La 15 martie, piesa a fost lansată oficial. Ea nu a reușit să se califice în finală, clasându-se pe locul 12 în prima semifinală cu 36 de puncte.

### După Eurovision
Tanja a împărțit scena cu Andrea Bocelli la concertul său din Tallinn din 28 iunie 2014. Tanja a cântat, de asemenea, la cel mai mare concert din cariera ei, numit „Amazing Lie”, la festivalul Õllesummer, în iulie 2014, la Tallinn. În iunie, Tanja a mers în Creta pentru a filma noul ei videoclip muzical pentru single-ul ei de vară „Forevermore”. Ea a fost rezerva juriului eston în cadrul Concursului Muzical Eurovision 2015 de la Viena, Austria, și a fost purtătoarea de cuvânt a Estoniei în timpul votării.

## Eesti Laul 2021
Tanja a participat la Eesti Laul 2021 cu piesa ei „Best Night Ever”. Ea nu a reușit să se califice din a doua semifinală.

## Discografie

### Albume
- Jz Belle (2004)
- Teemant (2006)
- Gemini (2012)
- Amazing EP (2014)
- Elan päev korraga (2015)

### Single-uri
- "Kaasa mind vii" (2006)
- "Sind nii kaua pole olnud siin" (2007)
- "Sind ikka ootan" (2007)
- "Supernatural" (2012)
- "Sind ootan ikka veel" (feat. Mikk Saar) (2013)
- "All in My Head" (2013)
- "Amazing" (2014)
- "Forevermore" (2014)
- "Külmunud maa" (2014)
- "Elan päev korraga" (2015)[12]
- "Hääletu peal" (2015)[13]